# Rodanthi
Die Rodanthi war ein 1974 als Virgo in Dienst gestelltes Fährschiff der griechischen Reederei GA Ferries. Sie stand von 1990 bis 2009 in griechischen Gewässern im Einsatz und wurde 2012 nach längerer Liegezeit im türkischen Aliağa abgewrackt.

## Geschichte
Die Virgo entstand unter der Baunummer 380 in der Werft der Naikai Shipbuilding & Engineering Company Setoda (Präfektur Hiroshima) und lief am 25. Dezember 1973 vom Stapel. Nach der Ablieferung an die in Tomakomai ansässige Reederei Shin Higashi Nihon Ferry am 15. April 1974 nahm sie am 21. April den Fährdienst von Sendai nach Tomakomai auf. Ihr älteres Schwesterschiff ist die 1973 in Dienst gestellte Vega.
Nach 15 Jahren Einsatz in japanischen Gewässern wurde die Virgo im Juni 1989 an die griechische Reederei GA Ferries verkauft und in Rodanthi umbenannt. Nach ihrer Ankunft in Piräus im September 1989 folgten Umbauarbeiten, ehe sie ab 1990 die Strecke von Piräus nach Paros, Ios, Santorin und Kreta befuhr.
In seiner insgesamt 19 Jahre andauernden Dienstzeit für GA Ferries wechselte das Schiff mehrfach die Einsatzstrecke und wurde 1995 auch an die tunesische Reederei Cotunav verchartert. Am 22. April 2008 kollidierte die Schnellfähre Aeolos Kenteris II im Hafen von Piräus mit der Rodanthi, wobei beide Schiffe leichte Beschädigungen erlitten. Zuletzt stand die Fähre seit Juni 2009 zwischen Piräus, Paros, Naxos, Ios, Sikinos, Folegandros, Santorin und Anafi im Einsatz.
Nach finanziellen Schwierigkeiten und der darauffolgenden Insolvenz von GA Ferries lag die Rodanthi seit dem 1. September 2009 aufgelegt in Piräus. Nach zwei Jahren Liegezeit wurde sie mit den anderen Einheiten der ehemaligen GA-Flotte nach Eleusis verlegt. Dort verblieb das Schiff bis zu seinem Verkauf zum Abbruch im Februar 2012. Am 14. Februar traf die 38 Jahre alte Rodanthi bei den Abwrackwerften von Aliağa ein.